# Forchheim (Pockau-Lengefeld)
Forchheim ist ein Ortsteil der sächsischen Stadt Pockau-Lengefeld im Erzgebirgskreis.

## Geografie

### Lage

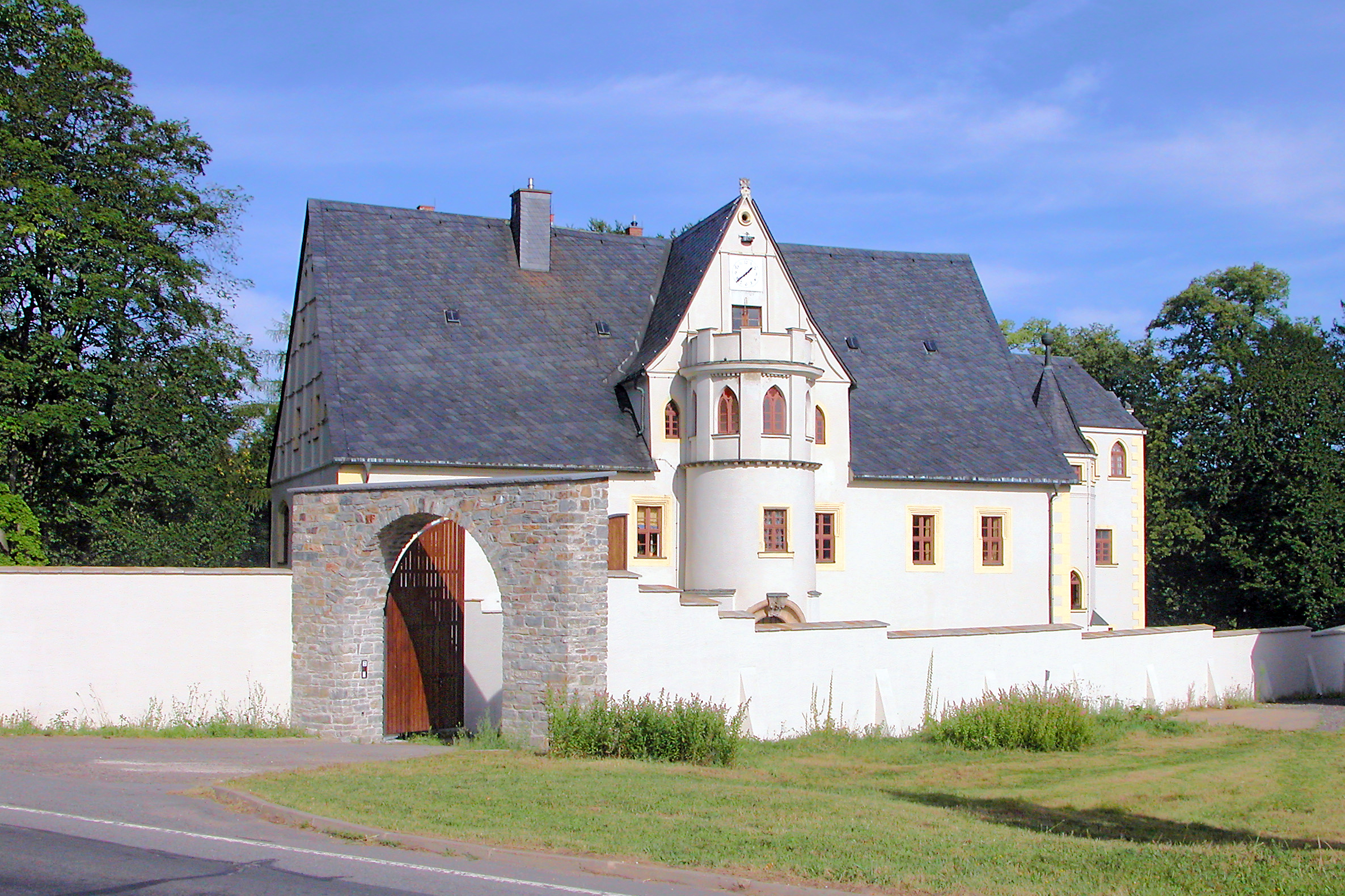
Schloss Niederforchheim (2006)

Das Waldhufendorf Forchheim liegt etwa 4 Kilometer nordöstlich von Pockau im Erzgebirge. Nordwestlich der Ortsmitte liegt die Talsperre Saidenbach, nördlich die Vorsperre Forchheim. Durch den Ort führt die Bundesstraße 101 Annaberg-Buchholz–Freiberg, über weitere Straßen bestehen Verbindungen nach Görsdorf, Haselbach, Hutha und Wernsdorf. Die zu Forchheim gehörige Siedlung "Neusorge" liegt südlich des Orts. Sie wird durch die Zoblitz, einem Zufluss der Flöha von der zu Olbernhau gehörigen Siedlung Hutha getrennt.

### Nachbarorte
| Lippersdorf | Mittelsaida                                 | Niedersaida |
| Görsdorf    | Kompassrose, die auf Nachbargemeinden zeigt | Haselbach   |
| Pockau      | Wernsdorf                                   | Hutha       |

## Geschichte

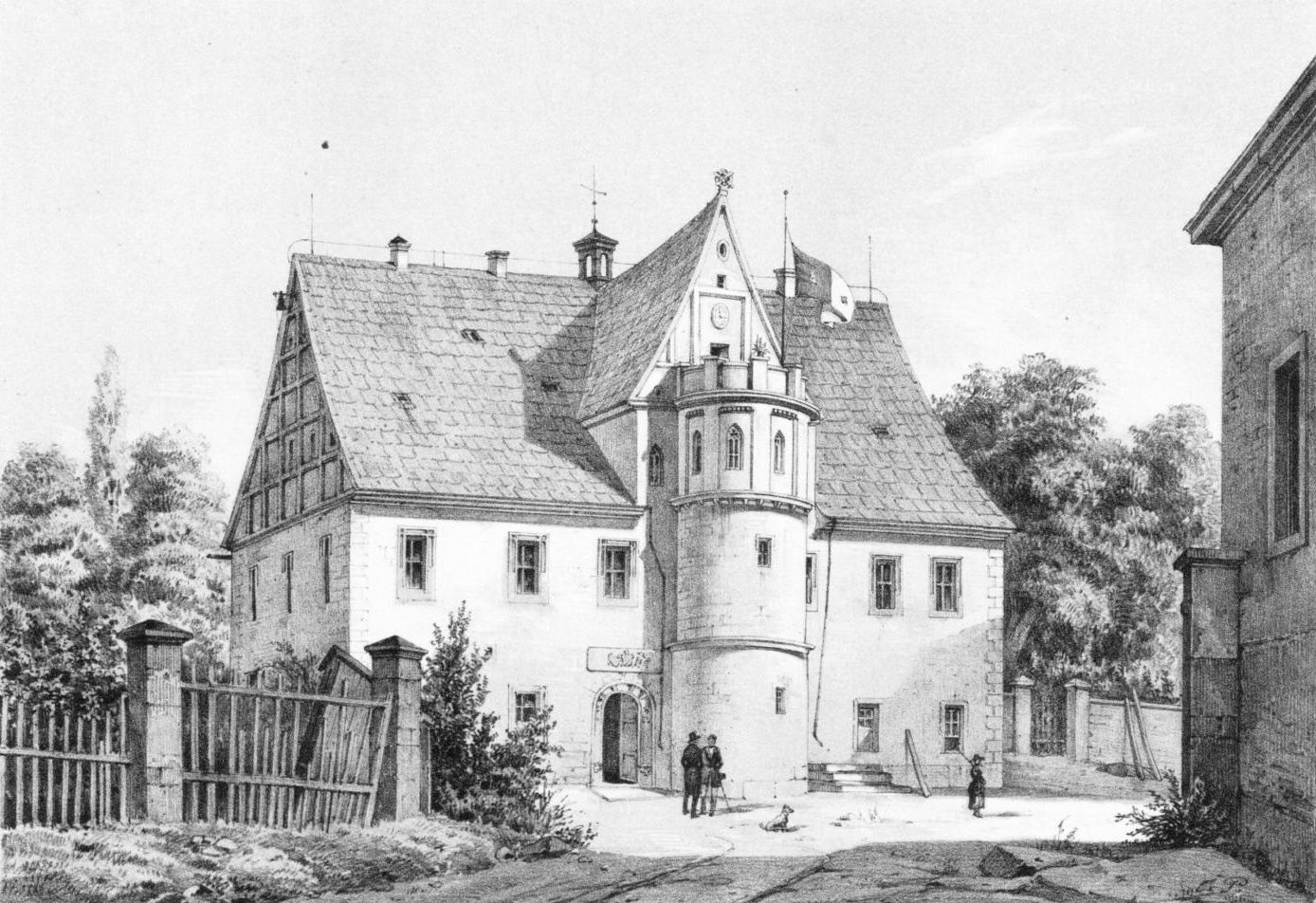
Rittergut Niederforchheim (um 1860)

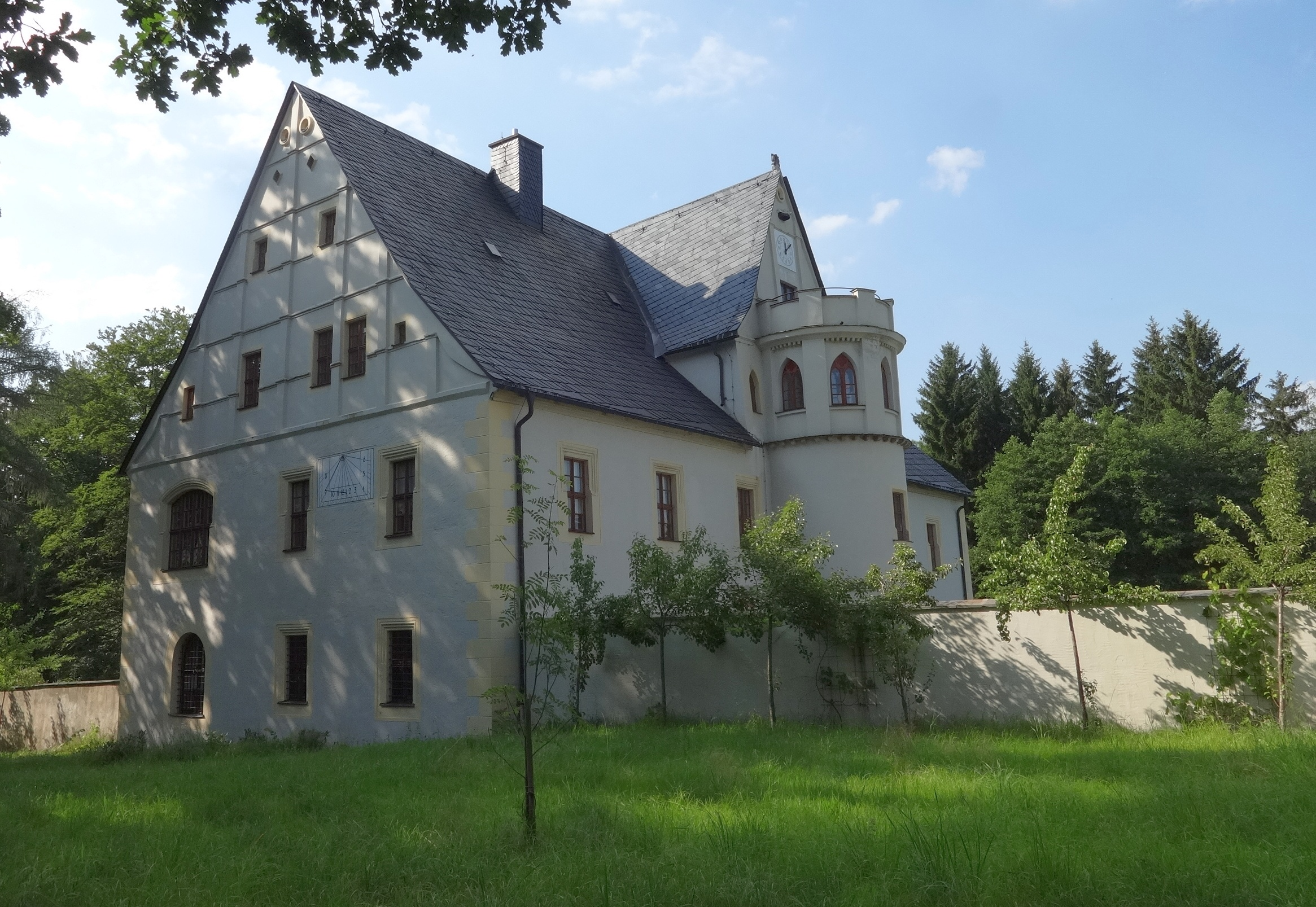
Rittergut Niederforchheim (2015)

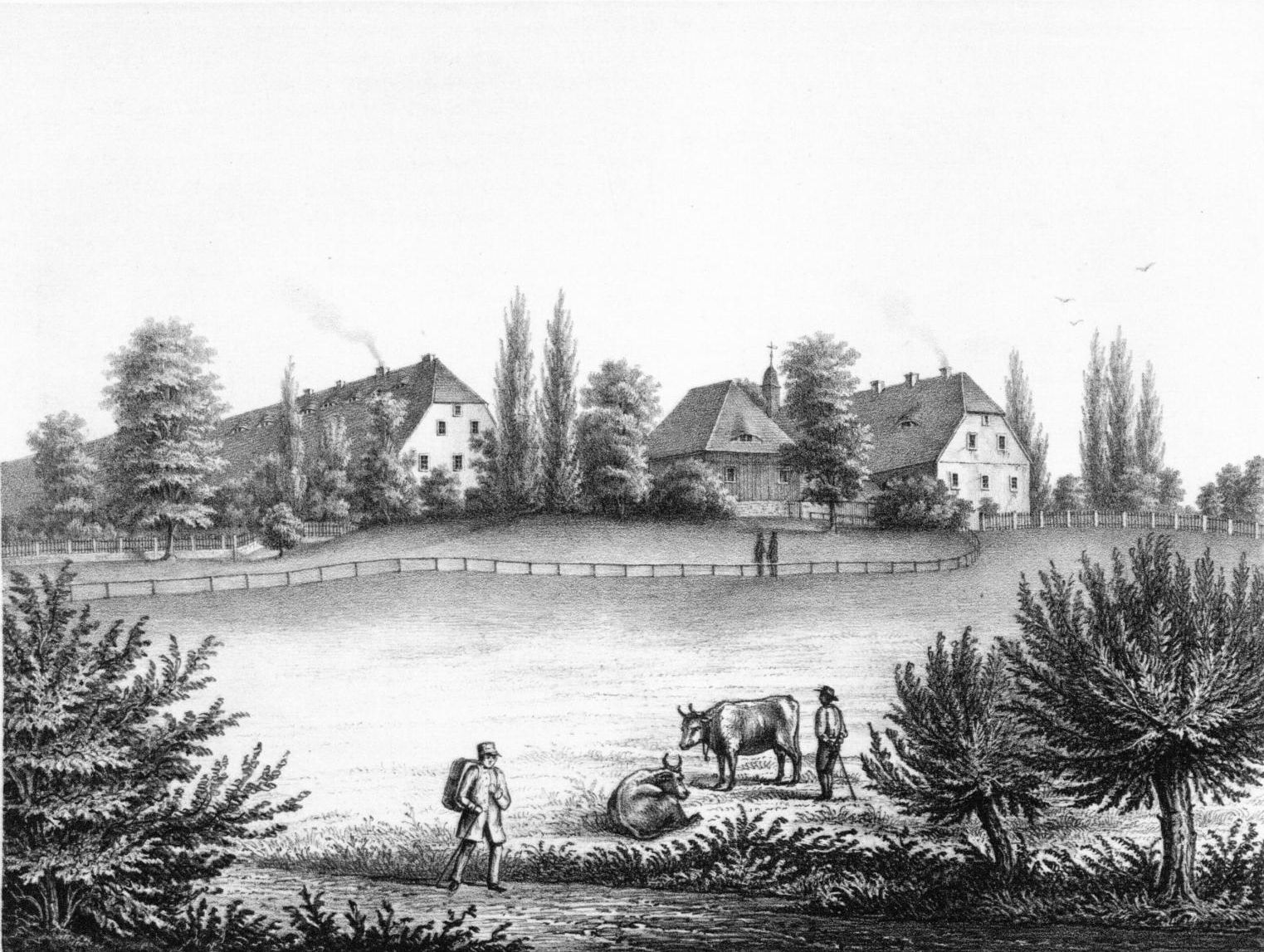
Rittergut Oberforchheim (um 1860)

### Ortsgeschichte
In einer Urkunde von 1299 wird ein Herrensitz eines Wernerus de Wrcheim genannt, 1428 schreibt man den Ortsnamen Vorcheym. 1558 wurde das Herrenhaus des „niederen Rittergutes“ (Schloss) mit Renaissanceportal errichtet. Die Grundherren von Berbisdorf ließen sich 1559 in Forchheim nieder. 1576 erfolgte die Teilung des Ortes (Berbisdorfer Erbteilung) zwischen den Brüdern Christoph und Haubold, die Grenze bildete der Dorfbach. 1818 wurden Nieder- und Oberforchheim versteigert. Unter Gustav Heinrich Freiherr von Biedermann war das Rittergut Niederforchheim ab Juli 1819 Sitz Amtshauptmannschaft des dritten erzgebirgischen Kreises. 1844 wurden die Häuser von Neusorge und Drachenwald im Südosten Forchheim zugeordnet. Ein Schulneubau für den ganzen Ort wurde 1889 errichtet. Bereits 1913 wurde eine elektrische Straßenbeleuchtung in Betrieb genommen. Die Rittergutsbezirke wurden 1924 der Gemeinde zugeordnet. 1925 erfolgte der Bau der Zoblitzbrücke, die Neusorge und Hutha seitdem verbindet. In den Jahren 1929 bis 1933 erfolgte der Bau der Saidenbachtalsperre, wofür einige Gebäude im Einzugsbereich abgebrochen werden mussten. Zwischen 1972 und 1976 wurde die Vorsperre Forchheim gebaut.
Zum 1. März 1994 wurde Forchheim nach Pockau eingemeindet.

### Entwicklung der Einwohnerzahl
| Jahr   | Einwohnerzahl                                         |
| ------ | ----------------------------------------------------- |
| 1552   | 34 besessene Mann, 3 Häusler, 50 Inwohner             |
| 1764 1 | 7 besessene Mann, 28 Häusler, 11 ½ Hufen              |
| 1764 2 | 19 besessene Mann, 13 Gärtner, 20 Häusler, 13 ¼ Hufen |
| 1834 1 | 623                                                   |
| 1834 2 | 570                                                   |
| 1834 3 | 20                                                    |

| Jahr | Einwohnerzahl |
| ---- | ------------- |
| 1871 | 1.437         |
| 1890 | 1.373         |
| 1910 | 1.205         |
| 1925 | 1.184         |
| 1939 | 1.120         |
| 1946 | 1.241         |

| Jahr | Einwohnerzahl |
| ---- | ------------- |
| 1950 | 1.261         |
| 1964 | 1.020         |
| 1990 | 841           |
| 1993 | 826           |

### Kirche Forchheim

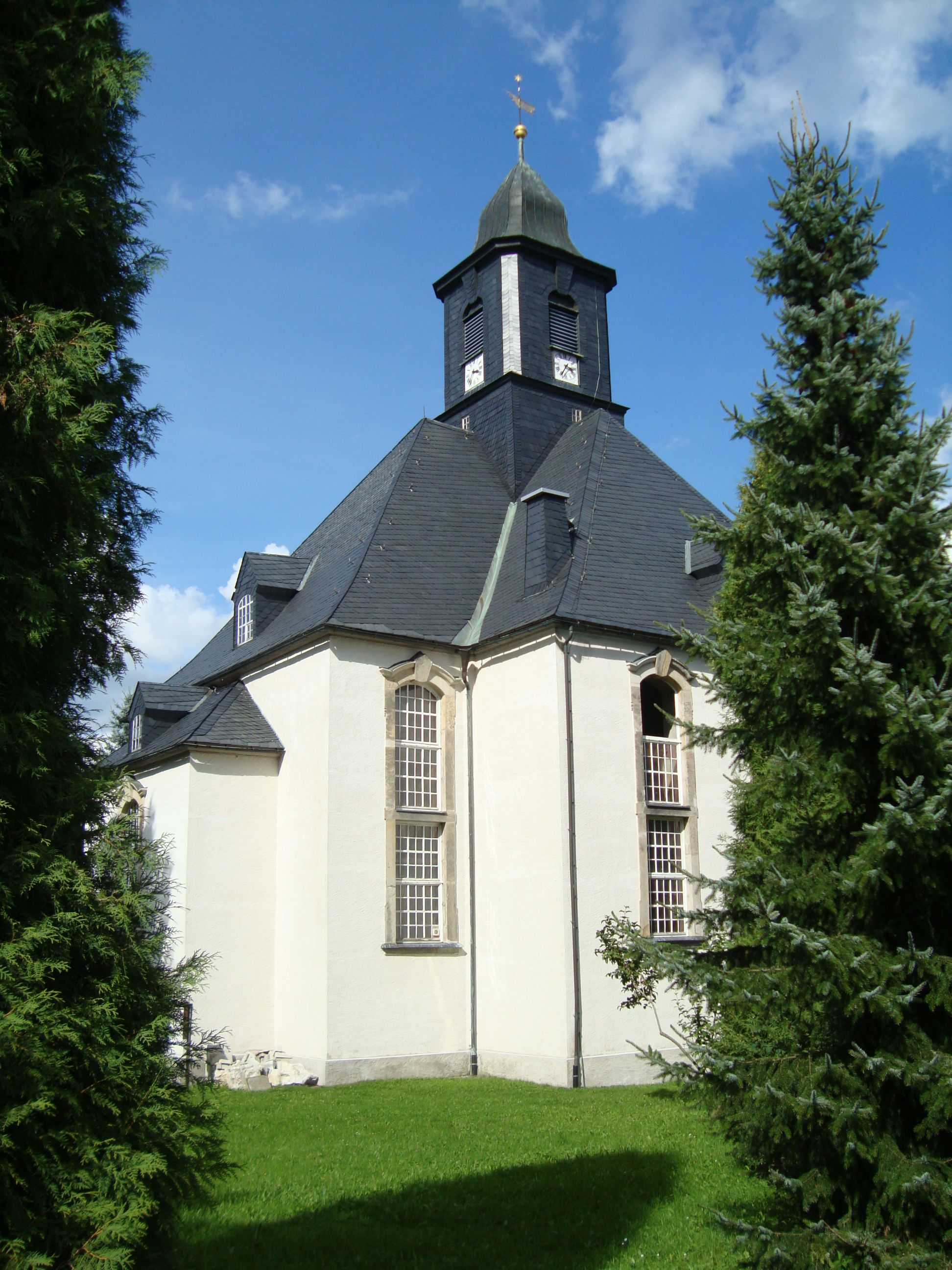
Kirche Forchheim

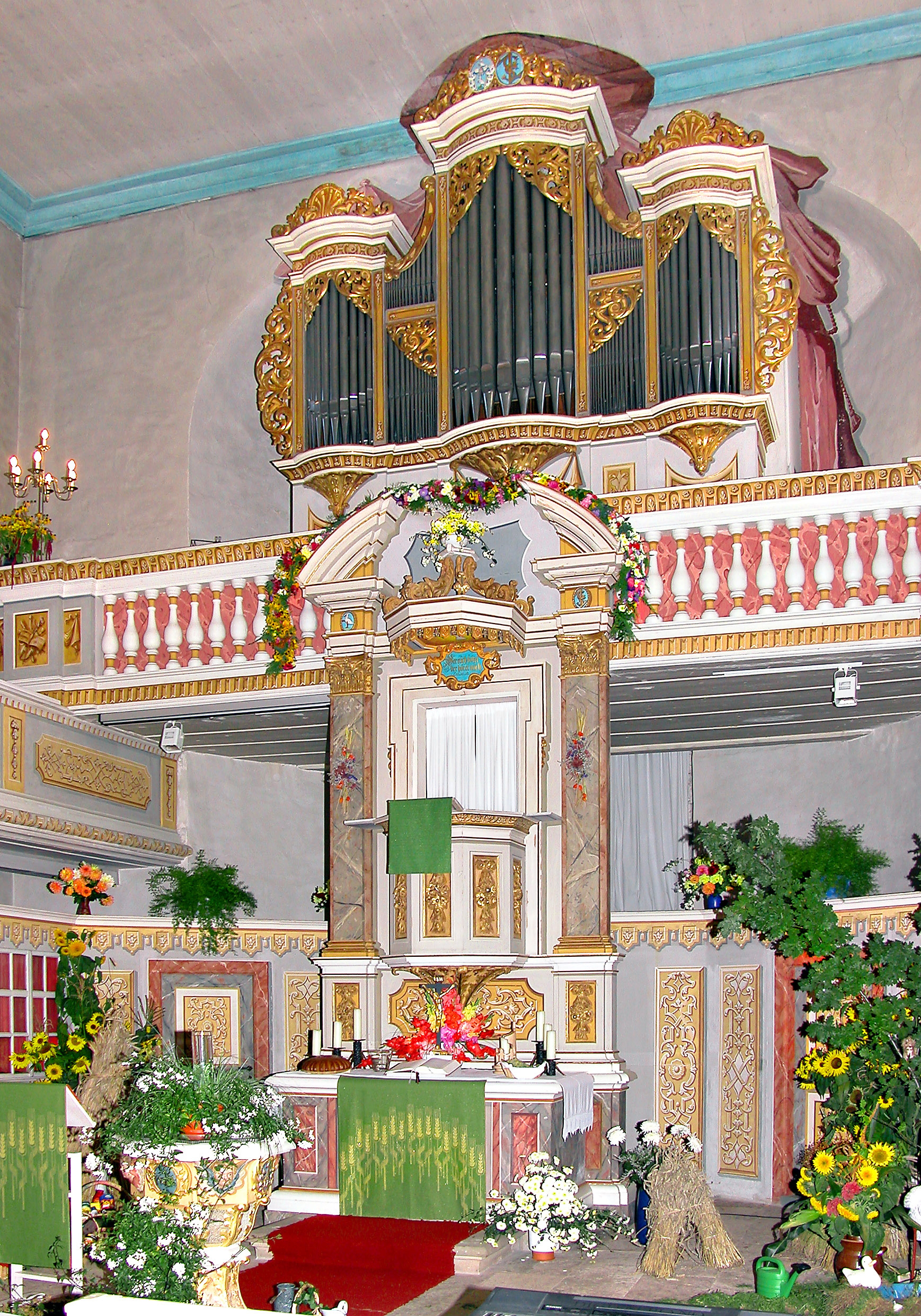
Forchheim, George-Bähr-Kirche mit Silbermann-Orgel

Mit Dörnthal besteht ein Schwesterkirchenverhältnis, eingepfarrt sind die Orte Görsdorf, Haselbach und Wernsdorf.

## Persönlichkeiten
- Adelheid Kohlschütter (1876–1945), Malerin.
- Volkmar Neubert (* 1950 in Forchheim), Fußballspieler.